# محمد ظاهر بلوچ
محمدظاهر تنیده با لقب محمدظاهر بلوچ دومین و آخرین رهبر گروه منحل شدهٔ جندالله و از اعضای فعلی سازمان جیش العدل است. وی از بنیانگذاران سازمان جندالله و از یاران عبدالمالک ریگی بوده‌است.
محمد ظاهر در اسفند سال ۱۳۸۸ و پس از دستگیری عبدالمالک ریگی، به عنوان جانشین او، رهبری گروه جندالله را برعهده گرفت. او مظنون اصلی چندین عملیات و انفجار در شرق ایران، از جمله بمب‌گذاری چابهار و بمب‌گذاری زاهدان در سال ۱۳۸۹ است و توسط جمهوری اسلامی ایران تحت تعقیب قرار دارد.